# 13868 Catalonia
13868 Catalonia è un asteroide della fascia principale. Scoperto nel 1999, presenta un'orbita caratterizzata da un semiasse maggiore pari a 2,5563210 UA e da un'eccentricità di 0,1223550, inclinata di 4,22143° rispetto all'eclittica.